# Divisions Regionals de Balears 2018-19
Les divisions regionals de futbol són les categories de competició futbolística de més baix nivell a Espanya, en les quals participen esportistes amateur, no professionals. A Balears la seva administració és a càrrec de les Federació de Futbol de les Illes Balears (FFIB). Immediatament per sobre d'aquestes categories està la Tercera Divisió espanyola.

## Preferent
La Regional Preferent, cridada comunament com a Preferent constitueix el cinquè nivell de competició de la lliga espanyola de futbol. En les Illes Balears existeixen tres grups, un per illa o grup d'illes.

### Preferent Mallorca
La Regional Preferent de Mallorca, anomenada comunament com a Preferent constitueix el cinquè nivell de competició de la lliga espanyola de futbol a l'illa de Mallorca. La seva organització és a càrrec de la Federació de Futbol de les Illes Balears. La temporada 2018-2019 va començar el 25 d'agost de 2018 i va acabar, pel que fa a les jornades de lliga, el 12 de maig de 2019.

#### Classificació
|  |     | Equips de futbol    | PJ | G  | E  | P  | GF | GC | Dif | Ptes |
|  | --- | ------------------- | -- | -- | -- | -- | -- | -- | --- | ---- |
|  | 1.  | CE Andratx          | 38 | 26 | 8  | 4  | 89 | 30 | +59 | 86   |
|  | 2.  | UD Collerense       | 38 | 23 | 8  | 7  | 74 | 34 | +40 | 77   |
|  | 3.  | UD Rotlet Molinar   | 38 | 23 | 8  | 7  | 69 | 35 | +34 | 77   |
|  | 4.  | CE Campos           | 38 | 15 | 13 | 10 | 57 | 41 | +16 | 58   |
|  | 5.  | CE Sineu            | 38 | 15 | 13 | 10 | 63 | 63 | 0   | 58   |
|  | 6.  | UD Són Verí         | 38 | 17 | 6  | 15 | 61 | 57 | +4  | 57   |
|  | 7.  | CD Atlètic Rafal    | 38 | 16 | 9  | 13 | 70 | 61 | +9  | 57   |
|  | 8.  | UD Alaró            | 38 | 16 | 9  | 13 | 57 | 54 | +3  | 57   |
|  | 9.  | CF Cala Millor      | 38 | 13 | 16 | 9  | 63 | 61 | +2  | 55   |
|  | 10. | FC Inter Manacor    | 38 | 12 | 14 | 12 | 45 | 47 | -2  | 50   |
|  | 11. | UE Petra            | 38 | 15 | 4  | 19 | 51 | 53 | -2  | 49   |
|  | 12. | C.D. Avanç Llubí    | 38 | 14 | 6  | 18 | 58 | 67 | -9  | 48   |
|  | 13. | CD Gènova           | 38 | 14 | 6  | 18 | 68 | 83 | -15 | 48   |
|  | 14. | CE Xilvar           | 38 | 11 | 12 | 15 | 52 | 59 | -7  | 45   |
|  | 15. | CF La Union         | 38 | 12 | 8  | 18 | 57 | 71 | -14 | 44   |
|  | 16. | CE Sant Jordi       | 38 | 11 | 9  | 18 | 52 | 68 | -16 | 42   |
|  | 17. | CD Serverense       | 38 | 11 | 8  | 19 | 62 | 71 | -9  | 41   |
|  | 18. | C. Rtvo La Victòria | 38 | 10 | 10 | 18 | 57 | 70 | -13 | 40   |
|  | 19. | CF Port de Sóller   | 38 | 8  | 8  | 22 | 35 | 71 | -36 | 32   |
|  | 20. | AD Són Sardina      | 38 | 8  | 5  | 25 | 48 | 92 | -44 | 29   |

PJ = Partits Jugats; G = Partits Guanyats; E = Partits Empatats; P = Partits Perduts; GF = Gols Anotats; GC = Gols Rebuts; Dif= Diferència de gols; Pts = Punts; 
|  | Ascens a Tercera Divisió                            |
|  | Classificat pels playoff d'ascens a Tercera Divisió |
|  | Descendeix a Primera Regional de Mallorca           |

### Preferent Menorca
La Regional Preferent de Menorca, anomenada comunament com a Preferent constitueix el cinquè nivell de competició de la lliga espanyola de futbol a l'illa de Menorca. La seva organització és a càrrec de la Federació de Futbol de les Illes Balears. La temporada 2018-2019 va començar l'1 de desembre de 2018 i va acabar, pel que fa a les jornades de lliga, el 4 de maig de 2019.

#### Classificació
|  |    | Equips de futbol          | PJ | G  | E | P  | GF | GC | Dif | Ptes |
|  | -- | ------------------------- | -- | -- | - | -- | -- | -- | --- | ---- |
|  | 1. | UD Maó                    | 16 | 12 | 3 | 1  | 51 | 12 | +39 | 39   |
|  | 2. | CF Sporting de Maó        | 16 | 11 | 2 | 3  | 37 | 11 | +26 | 35   |
|  | 3. | CD Ferrerías              | 16 | 8  | 3 | 5  | 29 | 18 | +11 | 27   |
|  | 4. | CD Migjorn                | 16 | 7  | 3 | 6  | 30 | 24 | +6  | 24   |
|  | 5. | CE Alaior                 | 16 | 7  | 2 | 7  | 29 | 35 | -6  | 23   |
|  | 6. | UD Sami                   | 16 | 5  | 6 | 5  | 23 | 26 | -3  | 21   |
|  | 7. | Peña Ciutadella Esportiva | 16 | 4  | 6 | 6  | 15 | 25 | -10 | 18   |
|  | 8. | CCD San Luis              | 16 | 3  | 4 | 9  | 23 | 33 | -10 | 13   |
|  | 9. | At Ciutadella CF          | 16 | 0  | 1 | 15 | 11 | 64 | -53 | 1    |

PJ = Partits Jugats; G = Partits Guanyats; E = Partits Empatats; P = Partits Perduts; GF = Gols Anotats; GC = Gols Rebuts; Dif= Diferència de gols; Pts = Punts; 
|  | Classificat pels playoff d'ascens a Tercera Divisió |

### Preferent Eivissa i Formentera
La Regional Preferent d'Eivissa-Formentera, anomenada comunament com a Preferent constitueix el cinquè nivell de competició de la lliga espanyola de futbol a les illes d'Eivissa i Formentera. La seva organització és a càrrec de la Federació de Futbol de les Illes Balears. La temporada 2018-2019 va començar el 8 de desembre de 2018 i va acabar, pel que fa a les jornades de lliga, el 5 de maig de 2019.

#### Classificació
|  |    | Equips de futbol    | PJ | G  | E | P  | GF | GC | Dif | Ptes |
|  | -- | ------------------- | -- | -- | - | -- | -- | -- | --- | ---- |
|  | 1. | SD Portmany         | 16 | 14 | 2 | 0  | 53 | 13 | +40 | 44   |
|  | 2. | Ciutat d'Eivissa CF | 16 | 13 | 3 | 0  | 40 | 6  | +34 | 42   |
|  | 3. | CD Inter Eivissa    | 16 | 12 | 0 | 4  | 54 | 15 | +39 | 36   |
|  | 4. | PE Sant Jordi       | 16 | 8  | 3 | 5  | 41 | 20 | +21 | 27   |
|  | 5. | SD Formentera B     | 16 | 6  | 3 | 7  | 28 | 27 | +1  | 21   |
|  | 6. | UE Sant Josep       | 16 | 4  | 1 | 11 | 11 | 57 | -46 | 13   |
|  | 7. | CD Atlètic Jesús    | 16 | 3  | 2 | 11 | 17 | 46 | -29 | 11   |
|  | 8. | FC Lluitador        | 16 | 3  | 1 | 12 | 23 | 47 | -24 | 10   |
|  | 9. | AE Santa Gertrudis  | 16 | 1  | 1 | 14 | 11 | 47 | -36 | 4    |

PJ = Partits Jugats; G = Partits Guanyats; E = Partits Empatats; P = Partits Perduts; GF = Gols Anotats; GC = Gols Rebuts; Dif= Diferència de gols; Pts = Punts; 
|  | Classificat pels playoff d'ascens a Tercera Divisió |

### Playoff d'ascens
Primera eliminatòria:

#### Grup 1-A
| UD Son Verí               | 1:1     | UD Mahón                |
| ------------------------- | ------- | ----------------------- |
| Ignacio Martínez (min 51) | Informe | Javier Lacueva (min 32) |

| Equip 1 | v | Equip2 |
| ------- | - | ------ |
|         |   |        |

| 26 de maig de 2019, 11:15 | UD Mahón | 0:2     | UD Son Verí                                | San Carlos-Maó, Mahón      |                            |  |
|                           |          | Informe | Hugo Martin Trinidad 15' Pablo Villena 55' | Àrbitre: Xavi Cubas Torras | Àrbitre: Xavi Cubas Torras |  |
|                           |          |         |                                            |                            |                            |  |
|                           |          |         |                                            |                            |                            |  |

#### Grup 1-B
| Equip 1 | v | Equip2 |
| ------- | - | ------ |
|         |   |        |

| 18 de maig de 2019, 18:00 | CE Sineu | 0:1     | UD Collerense        | Campo Municipal de Sineu, Sineu    |                                    |  |
|                           |          | Informe | Rafael Caldentey 47' | Àrbitre: Joana Maria Vidal Garcias | Àrbitre: Joana Maria Vidal Garcias |  |
|                           |          |         |                      |                                    |                                    |  |
|                           |          |         |                      |                                    |                                    |  |

| Equip 1 | v | Equip2 |
| ------- | - | ------ |
|         |   |        |

| 25 de maig de 2019, 18:00 | UD Collerense                         | 2:2     | CE Sineu                     | Camp Municipal de Ca Na Paulina, Palma |                                    |  |
|                           | Juan A Sampedro 4' Donato Cendrós 84' | Informe | Ivan Lladó 10' Luis Rayo 89' | Àrbitre: Francisco Durbay Gonzalez     | Àrbitre: Francisco Durbay Gonzalez |  |
|                           |                                       |         |                              |                                        |                                    |  |
|                           |                                       |         |                              |                                        |                                    |  |

#### Grup 2-A
| Equip 1 | v | Equip2 |
| ------- | - | ------ |
|         |   |        |

| 18 de maig de 2019, 17:00 | CD Atlético Rafal | 0:0     | SD Portmany | Campo Municipal del Rafal, Palma |                                  |  |
|                           |                   | Informe |             | Àrbitre: Juan Antonio Coll Perez | Àrbitre: Juan Antonio Coll Perez |  |
|                           |                   |         |             |                                  |                                  |  |
|                           |                   |         |             |                                  |                                  |  |

| Equip 1 | v | Equip2 |
| ------- | - | ------ |
|         |   |        |

| 26 de maig de 2019, 16:30 | SD Portmany                                                 | 3:1     | CD Atlético Rafal   | Campo Municipal de Sant Antoni de Portmany, Sant Antoni de Portmany |                              |  |
|                           | Antonio Ramirez 12' Fabian Schickle 21' Jose Luis Reyes 53' | Informe | Monir Abdeselam 19' | Àrbitre: Jaime Dominguez Osa                                        | Àrbitre: Jaime Dominguez Osa |  |
|                           |                                                             |         |                     |                                                                     |                              |  |
|                           |                                                             |         |                     |                                                                     |                              |  |

#### Grup 2-B
| Equip 1 | v | Equip2 |
| ------- | - | ------ |
|         |   |        |

| 19 de maig de 2019, 18:00 | CE Campos           | 1:2     | UD Rotlet Molinar                    | Campo Municipal de Campos, Campos |                                |  |
|                           | Alejandro Aelen 81' | Informe | Cristian Tomas 26' Antonio Peset 61' | Àrbitre: Moises Martinez Mayol    | Àrbitre: Moises Martinez Mayol |  |
|                           |                     |         |                                      |                                   |                                |  |
|                           |                     |         |                                      |                                   |                                |  |

| Equip 1 | v | Equip2 |
| ------- | - | ------ |
|         |   |        |

| 25 de maig de 2019, 20:00 | UD Rotlet Molinar                               | 3:0     | CE Campos | Campo Municipal del Molinar, Palma |                                   |  |
|                           | Ivan Bonnin 3' Juan J Silva 39' Ivan Bonnin 61' | Informe |           | Àrbitre: Pedro Pablo Perez Garcia  | Àrbitre: Pedro Pablo Perez Garcia |  |
|                           |                                                 |         |           |                                    |                                   |  |
|                           |                                                 |         |           |                                    |                                   |  |

Segona eliminatòria:
Grup 1
| Equip 1 | v | Equip2 |
| ------- | - | ------ |
|         |   |        |

| 8 de juny de 2019, 19:00 | UD Son Verí         | 1:1     | UD Collerense       | Campo Municipal de Son Veri, Llucmajor |                              |  |
|                          | Javier González 18' | Informe | Sergio Castillo 58' | Àrbitre: Amy Peñalver Pearce           | Àrbitre: Amy Peñalver Pearce |  |
|                          |                     |         |                     |                                        |                              |  |
|                          |                     |         |                     |                                        |                              |  |

| Equip 1 | v | Equip2 |
| ------- | - | ------ |
|         |   |        |

| 15 de juny de 2019, 19:30 | UD Collerense                                                            | 4:0     | UD Son Verí | Campo Municipal de Ca na Paulina, Palma |                                    |  |
|                           | Lluís Ballester 30' Donato Cendros 35' Gabriel Reus 88' Gabriel Reus 90' | Informe |             | Àrbitre: Joana María Vidal Garcias      | Àrbitre: Joana María Vidal Garcias |  |
|                           |                                                                          |         |             |                                         |                                    |  |
|                           |                                                                          |         |             |                                         |                                    |  |

| Ascendeix a Tercera Divisió UD Collerense |

Grup 2
| Equip 1 | v | Equip2 |
| ------- | - | ------ |
|         |   |        |

| 1 de juny de 2019, 18:00 | UD Rotlet Molinar | 1:1     | SD Portmany         | Campo Municipal de El Molinar, Palma |                                      |  |
|                          | Ivan Bonnín 94'   | Informe | Fabián Schickle 83' | Àrbitre: Gabriel Cantarellas Albertí | Àrbitre: Gabriel Cantarellas Albertí |  |
|                          |                   |         |                     |                                      |                                      |  |
|                          |                   |         |                     |                                      |                                      |  |

| Equip 1 | v | Equip2 |
| ------- | - | ------ |
|         |   |        |

| 8 de juny de 2019, 17:05 | SD Portmany                                           | 3:1     | UD Rotlet Molinar | Campo Municipal de Sant Antoni de Portmany, Sant Antoni de Portmany |                            |  |
|                          | Daniel Monzo 14' Daniel Monzo 43' Beñat Legorburu 76' | Informe | Ivan Bonnin 51'   | Àrbitre: Xavi Cubas Torras                                          | Àrbitre: Xavi Cubas Torras |  |
|                          |                                                       |         |                   |                                                                     |                            |  |
|                          |                                                       |         |                   |                                                                     |                            |  |

| Ascendeix a Tercera Divisió SD Portmany |

Partit de perdedors:
| Equip 1 | v | Equip2 |
| ------- | - | ------ |
|         |   |        |

| 21 de juny de 2019, 21:00                                                           | UD Rotlet Molinar | 1:1 (t. s.) (4:5 p.)                                                                          | UD Son Verí          | Campo Municipal de El Molinar, Palma |                            |  |
|                                                                                     | Adrián Arbos 15'  |                                                                                               | Miguel A Capellà 26' | Àrbitre: Pau Muntaner Ruiz           | Àrbitre: Pau Muntaner Ruiz |  |
|                                                                                     |                   | Tanda de penals                                                                               |                      |                                      |                            |  |
| Jordi Sánchez Edinson Valencia Ivan Bonnin Vicente Capella Miguel Ruiz Adrian Arbós |                   | Gabriel Barrado Hernan Raymondo Ignacio Martínez Miguel A Capellà Hugo Trinidad Pablo Villena |                      |                                      |                            |  |
|                                                                                     |                   |                                                                                               |                      |                                      |                            |  |
|                                                                                     |                   |                                                                                               |                      |                                      |                            |  |

### Campió de Balears de Regional Preferent
El campió de Balears de Preferent aconsegueix la passada a la fase prèvia de la Copa del Rei.
| SD Portmany             | 1:2     | UE Maó                                 |
| ----------------------- | ------- | -------------------------------------- |
| Roberto Ruiz 63' (pen.) | Informe | Martin Pasantes 20' · Nacho Mateos 60' |

| CE Andratx                            | 2:0     | UE Maó |
| ------------------------------------- | ------- | ------ |
| Jose M García 58' · Erik Blazquez 60' | Informe |        |

## Primera Regional Mallorca
La Primera Regional de Mallorca constitueix el sisè nivell de competició de la lliga espanyola de futbol en les Illes Balears. La seva organització és a càrrec de la Federació de Futbol de les Illes Balears. La temporada 2018-2019 va començar el 25 d'agost de 2018 i va acabar, pel que fa a les jornades de lliga, el 2 de juny de 2019.

### Classificació
|  |     | Equips de futbol        | PJ | G  | E  | P  | GF | GC  | Dif | Ptes |
|  | --- | ----------------------- | -- | -- | -- | -- | -- | --- | --- | ---- |
|  | 1.  | UE Porreres             | 38 | 23 | 8  | 7  | 78 | 29  | +49 | 77   |
|  | 2.  | UE Santa María          | 38 | 22 | 11 | 5  | 80 | 40  | +40 | 77   |
|  | 3.  | CD Cardassar            | 38 | 22 | 10 | 6  | 65 | 28  | +37 | 76   |
|  | 4.  | Algaida                 | 38 | 19 | 8  | 11 | 74 | 59  | +15 | 65   |
|  | 5.  | Pla de Na Tesa          | 38 | 18 | 11 | 9  | 72 | 59  | +13 | 65   |
|  | 6.  | SCD Independent         | 38 | 19 | 6  | 13 | 85 | 57  | +28 | 63   |
|  | 7.  | Sp. Sant Marçal         | 38 | 17 | 7  | 14 | 61 | 56  | +5  | 58   |
|  | 8.  | Campanet                | 38 | 15 | 9  | 14 | 56 | 59  | -3  | 54   |
|  | 9.  | Montaura                | 38 | 16 | 6  | 16 | 57 | 69  | -12 | 54   |
|  | 10. | Olímpic de Felanitx     | 38 | 13 | 9  | 16 | 67 | 74  | -7  | 48   |
|  | 11. | Platges de Calvià B     | 38 | 12 | 10 | 16 | 49 | 58  | -9  | 46   |
|  | 12. | Arenal                  | 38 | 13 | 7  | 18 | 58 | 65  | -7  | 46   |
|  | 13. | Joventut O.D. Són Oliva | 38 | 11 | 12 | 15 | 50 | 59  | -9  | 45   |
|  | 14. | Pollença i Port         | 38 | 12 | 9  | 17 | 70 | 82  | -12 | 45   |
|  | 15. | Consell                 | 38 | 12 | 8  | 18 | 65 | 78  | -13 | 44   |
|  | 16. | S'Horta                 | 38 | 12 | 8  | 18 | 51 | 77  | -26 | 44   |
|  | 17. | Espanya                 | 38 | 10 | 12 | 16 | 66 | 76  | -10 | 42   |
|  | 18. | Balears sense fronteres | 11 | 8  | 19 | 55 | 68 | -13 | 41  |      |
|  | 19. | Santa Ponça             | 38 | 8  | 10 | 20 | 56 | 78  | -22 | 34   |
|  | 20. | CD Llosetense B         | 38 | 5  | 11 | 22 | 39 | 83  | -44 | 26   |

PJ = Partits Jugats; G = Partits Guanyats; E = Partits Empatats; P = Partits Perduts; GF = Gols Anotats; GC = Gols Rebuts; Dif= Diferència de gols; Pts = Punts; 
|  | Ascens a Regional Preferent de Mallorca  |
|  | Descendeix a Segona Regional de Mallorca |

## Segona Regional de Mallorca
La Segona Regional de Mallorca constitueix el setè nivell de competició de la lliga espanyola de futbol en les Illes Balears. La seva organització és a càrrec de la Federació de Futbol de les Illes Balears. La temporada 2018-2019 va començar el 24 d'agost de 2018 i va acabar, pel que fa a les jornades de lliga, el 2 de juny de 2019.

### Classificació
|  |     | Equips de futbol       | PJ | G  | E  | P  | GF  | GC  | Dif | Ptes |
|  | --- | ---------------------- | -- | -- | -- | -- | --- | --- | --- | ---- |
|  | 1.  | Santa Monica           | 38 | 28 | 6  | 4  | 100 | 43  | +57 | 90   |
|  | 2.  | Calvià                 | 38 | 24 | 10 | 4  | 88  | 34  | +54 | 82   |
|  | 3.  | Vilafranca             | 38 | 25 | 5  | 8  | 108 | 58  | +50 | 80   |
|  | 4.  | Alqueria               | 38 | 22 | 6  | 10 | 85  | 53  | +32 | 72   |
|  | 5.  | Serralta               | 38 | 20 | 8  | 10 | 96  | 59  | +37 | 68   |
|  | 6.  | Lloret                 | 38 | 18 | 8  | 12 | 69  | 50  | +19 | 62   |
|  | 7.  | Athletic Club Montuïri | 38 | 16 | 14 | 8  | 80  | 50  | +30 | 62   |
|  | 8.  | CD Binissalem B        | 38 | 15 | 13 | 10 | 65  | 56  | +9  | 58   |
|  | 9.  | Establiments           | 38 | 15 | 12 | 11 | 65  | 57  | +8  | 57   |
|  | 10. | Escolar                | 38 | 14 | 7  | 17 | 64  | 69  | -5  | 49   |
|  | 11. | CD Constància B        | 38 | 12 | 11 | 15 | 62  | 58  | 4   | 47   |
|  | 12. | Pòrtol                 | 38 | 11 | 12 | 15 | 62  | 71  | -9  | 45   |
|  | 13. | CF Sóller B            | 38 | 12 | 7  | 19 | 68  | 83  | -15 | 43   |
|  | 14. | Pilars La Solitud      | 38 | 10 | 12 | 16 | 67  | 85  | -18 | 42   |
|  | 15. | Juv. Ca Picafort       | 38 | 10 | 12 | 16 | 51  | 76  | -25 | 42   |
|  | 16. | UD Poblense B          | 38 | 10 | 9  | 19 | 38  | 72  | -34 | 39   |
|  | 17. | Valldemossa            | 38 | 9  | 6  | 23 | 52  | 89  | -37 | 33   |
|  | 18. | Margaritense B         | 38 | 8  | 8  | 22 | 42  | 72  | -30 | 32   |
|  | 19. | Palmanyola             | 38 | 7  | 6  | 25 | 41  | 102 | -61 | 27   |
|  | 20. | Porto Cristo           | 38 | 5  | 6  | 27 | 40  | 106 | -66 | 18   |

PJ = Partits Jugats; G = Partits Guanyats;E = Partits Empatats; P = Partits Perduts; GF = Gols Anotats; GC = Gols Rebuts; Dif= Diferència de gols; Pts = Punts; 
|  | Ascens a Primera Regional de Mallorca     |
|  | Descendeix a Tercera Regional de Mallorca |

## Tercera Regional de Mallorca
La Tercera Regional de Mallorca constitueix el vuitè nivell de competició de la lliga espanyola de futbol en les Illes Balears. La seva organització és a càrrec de la Federació de Futbol de les Illes Balears. La temporada 2018-2019 va començar l'1 de setembre de 2018 i va acabar, pel que fa a les jornades de lliga, el 19 de maig de 2019. Va estar dividida en dos grups:

### Grup A

#### Classificació
|  |      | Equips de futbol      | PJ | G  | E | P  | GF  | GC  | Dif  | Ptes |
|  | ---- | --------------------- | -- | -- | - | -- | --- | --- | ---- | ---- |
|  | 1.   | Club Esportiu Artà    | 30 | 27 | 3 | 0  | 159 | 21  | +138 | 84   |
|  | 2.   | At. Marratxí          | 30 | 21 | 5 | 4  | 94  | 26  | +68  | 68   |
|  | 3.   | Rtvo La Victòria B    | 30 | 20 | 5 | 5  | 97  | 35  | +62  | 65   |
|  | 4.   | Murense B             | 30 | 18 | 5 | 7  | 72  | 44  | +28  | 59   |
|  | 5.   | CD Cala d'Or          | 30 | 17 | 6 | 7  | 74  | 36  | +38  | 57   |
|  | 6.   | Sta Ponsa Talarrubias | 30 | 16 | 6 | 8  | 72  | 50  | +22  | 54   |
|  | 7.   | Andratx B             | 30 | 16 | 4 | 10 | 71  | 47  | +24  | 52   |
|  | 8.   | Maria de la Salut     | 30 | 14 | 4 | 12 | 62  | 60  | +2   | 46   |
|  | 9.   | Independent CR B      | 30 | 12 | 3 | 15 | 62  | 76  | -14  | 39   |
|  | 10.  | Llucmajor             | 30 | 10 | 3 | 17 | 44  | 76  | -32  | 33   |
|  | 11.  | Són Sardina B         | 30 | 10 | 2 | 18 | 65  | 101 | -36  | 32   |
|  | 12.  | Sant Jordi B          | 30 | 8  | 5 | 17 | 47  | 84  | -37  | 29   |
|  | 13.  | Poblenç At            | 30 | 7  | 2 | 21 | 37  | 77  | -40  | 23   |
|  | 14.  | Són Ferrer del P.C.   | 30 | 5  | 5 | 20 | 47  | 92  | -45  | 20   |
|  | 15.  | Sp. Són Ferrer B      | 30 | 3  | 2 | 25 | 28  | 165 | -137 | 11   |
|  | Ret. | Cas Concos D.F.       | 19 | 4  | 4 | 11 | 26  | 45  | -19  | 16   |

PJ = Partits Jugats; G = Partits Guanyats; E = Partits Empatats; P = Partits Perduts; GF = Gols Anotats; GC = Gols Rebuts; Dif= Diferència de gols; Pts = Punts; 
|  | Ascens a Segona Regional de Mallorca |

### Grup B

#### Classificació
|  |     | Equips de futbol     | PJ | G  | E | P  | GF  | GC  | Dif | Ptes |
|  | --- | -------------------- | -- | -- | - | -- | --- | --- | --- | ---- |
|  | 1.  | Collerense B         | 30 | 23 | 3 | 4  | 109 | 44  | +65 | 72   |
|  | 2.  | Bunyola              | 30 | 22 | 4 | 4  | 95  | 35  | +60 | 70   |
|  | 3.  | Sant Cayetano        | 30 | 20 | 5 | 5  | 88  | 61  | +27 | 65   |
|  | 4.  | Taujà                | 30 | 20 | 3 | 7  | 66  | 38  | +28 | 63   |
|  | 5.  | Sp Són Ferrer        | 30 | 19 | 5 | 6  | 70  | 32  | +38 | 62   |
|  | 6.  | Ath Huialfás         | 30 | 15 | 4 | 11 | 61  | 44  | +17 | 49   |
|  | 7.  | Deportiu Marratxi    | 30 | 14 | 3 | 13 | 67  | 68  | -1  | 45   |
|  | 8.  | Esporles B           | 30 | 13 | 5 | 12 | 74  | 65  | +9  | 44   |
|  | 9.  | Són Macià            | 30 | 11 | 8 | 11 | 59  | 55  | +4  | 41   |
|  | 10. | La Real de la Unió   | 30 | 10 | 6 | 14 | 62  | 88  | -26 | 36   |
|  | 11. | Montaura B           | 30 | 8  | 5 | 17 | 54  | 81  | -27 | 29   |
|  | 12. | Santa Maria del UESM | 30 | 7  | 4 | 19 | 44  | 81  | -37 | 25   |
|  | 13. | Santanyí B           | 30 | 7  | 7 | 16 | 44  | 54  | -10 | 25   |
|  | 14. | Rotlet Molinar B     | 30 | 6  | 6 | 18 | 50  | 75  | -25 | 24   |
|  | 15. | Sant Roque           | 30 | 5  | 4 | 21 | 49  | 99  | -50 | 19   |
|  | 16. | Sp Sant Marçal B     | 30 | 2  | 4 | 24 | 31  | 103 | -72 | 7    |

PJ = Partits Jugats; G = Partits Guanyats; E = Partits Empatats; P = Partits Perduts; GF = Gols Anotats; GC = Gols Rebuts; Dif= Diferència de gols; Pts = Punts; 
|  | Ascens a Segona Regional de Mallorca |